# Emil Arends
Emil Otto Arends (* 7. November 1878 in Darmstadt; † nach 1938) war ein deutscher Landschaftsmaler und Plakatkünstler. 

## Leben
Emil Arends war der Sohn des Fabrikanten und späteren Direktors des Niederschlesischen Kohlensyndikats in Waldenburg in Schlesien, Robert Arends. Er besuchte die Kunstakademie Düsseldorf und wird daher der Düsseldorfer Schule zugerechnet. Dort waren Adolf Maennchen, Ludwig Keller und Peter Janssen der Ältere seine Lehrer. Nachdem er in Fürstenfeldbruck gelebt hatte, ließ er sich um 1912  in München nieder. Dort war er Mitglied des Künstlerbundes Ring und Schriftführer der Geselligen Vereinigung bildender Künstler Münchens.